# Les Mirages de la peur
Pour plus de détails, voir Fiche technique et Distribution.
Les Mirages de la peur (titre original : The Accused) est un film américain réalisé par William Dieterle, sorti en 1949.

## Synopsis
Wilma Tuttle est une professeure d'université qui devient la cible de l'intérêt sexuel de son élève Bill Perry. Lorsque Perry essaie de violer Tuttle, elle le bat avec une pièce d'auto, le tuant involontairement, dans un effort terrifié d'autodéfense. Elle dissimule son crime en donnant l'impression que Perry a été tué en plongeant dans la mer depuis une falaise escarpée. Alors qu'elle suit l'enquête policière sur la mort de Perry, Wilma se rend compte qu'elle ne pourra jamais échapper à sa conscience, surtout lorsqu'elle tombe amoureuse de Warren Ford, le tuteur du garçon décédé.

## Fiche technique
- Titre : Les Mirages de la peur
- Titre original : The Accused
- Réalisation : William Dieterle
- Scénario : Ketti Frings (en) d'après le roman Be Still, My Love/Strange Deception de June Truesdell
- Photographie : Milton R. Krasner
- Montage : Warren Low
- Musique : Victor Young
- Direction artistique : Hans Dreier et A. Earl Hedrick
- Décorateur de plateau : Sam Comer et Grace Gregory
- Costumes : Edith Head
- Producteur : Hal B. Wallis
- Société de production : Paramount Pictures
- Distribution : Paramount Pictures
- Pays de production : États-Unis
- Langue : anglais
- Format : Noir et blanc — 35 mm — 1,37:1 — Son : Mono
- Genre : Film dramatique, Thriller, Film noir
- Durée : 101 minutes (1 h 41)
- Date de sortie : 
  - États-Unis : 14 janvier 1949
- Affiche : Boris Grinsson (France)

## Distribution
- Loretta Young : Dr Wilma Tuttle
- Robert Cummings : Warren Ford
- Wendell Corey : Lieutenant Ted Dorgan
- Sam Jaffe : Dr Romley
- Douglas Dick : Bill Perry
- Suzanne Dalbert : Susan Duval
- Sara Allgood : Mme Conner
- Mickey Knox : Jack Hunter
- George Spaulding : Dean Rhodes
- Francis Pierlot : Dr Vinson
- Ann Doran : Mlle Rice
- Carole Mathews : Serveuse
- Billy Mauch : Harry Brice
- Josephine Whittell : Secrétaire de Dean